# Exóticopop
Exóticopop es un espacio de creación multimedia nacido en Barcelona, en el año 2005, de la mano de Sergi Ferré. En él se dan disciplinas como cómic, música y espectáculo. De la interacción de estas nace un universo particular que promueve una visión “exótica” o “alternativa” en un formato “pop”. La obra en sí sondea en la experiencia queer de lo “raro” como reivindicación de la pluralidad. En el espectáculo se presentan temas musicales como ¿Quién soy?, Voces en mi cabeza, Devoro hombres y Encúlame, producidos por Ablice (anteriormente Teen Marcianas, colaboradores de Fangoria), Elman Reyes, Sky Division y Dj On The Moon, que tratan sobre identidad y liberación sexual. Así como también forman parte de la banda sonora de cómics como Mi culo es la revolución sobre el nacimiento de Cúlcul el culo, el personaje de Sergi Ferré popularizado en revistas y comic books gais como Infogai (Col·lectiu Gai de Barcelona, 2005-2008), Claro que sí Comics (Ed. La Cúpula, 2007) y Gay Tales (Ediciones Cantero, 2008). La performance representa una feria de monstruos en el que cada integrante representa un tipo de reivindicación sexual no normativa: Exótico (el cyborg -cybersexo-), Galaxy (la mujer barbuda -intergénero-), Álma (la ninfómana -”la loca”-) y La Bicho (mitad hombre mitad animal -interespécie-). Las actuaciones se presentan en galerías de arte, salas de fiesta o ferias, como una incursión de la Teoría Queer en la cultura popular. En el proyecto han colabrorado los pintores andaluces Álvaro Dobladez y Manuel Domínguez Guerra, este último en su papel humorístico de María Fernandez

## Cómic
Exóticopop empezó publicando un tipo de cómic queer que no se parecía al cómic gay que había hasta el momento. Lo intención no era dejarse llevar por el erotismo gratuito sino pensar la sexualidad. Aun así no se puede catalogar su obra ni como cómic gay ni como cómic queer, sino más bien como cómic psicológico. Encuentra sus argumentos en las obras de Carl Gustav Jung, James Hillman y Wolfgang Giegerich.

## Publicaciones
- Gay Terror (Ed. Cantero. Barcelona, 2009) En elaboración.
- Gay Tales (Ed. Cantero. Barcelona, 2008. ISBN 978-84-934939-9-8)
- Revista Infogai (Col·lectiu Gai de Barcelona, 2005-2008, Depósito Legal B-25886/81)
- Revista Texitura (Texitura, Barcelona, 1999-2000. ISBN 84-921978-3-8)
- Fanzine Cemen (P.A., Tarragona, 1998)